# COLOR'S
COLOR'S（カラーズ）は、日本の女子プロレスプロモーションユニット。正式名称はGirl's Prowrestling Unit! COLOR'S（ガールズ・プロレスリング・ユニット!・カラーズ）。

## 歴史

### 2021年
- 12月21日、SAKI、清水ひかり、櫻井裕子、網倉理奈がActwres girl'Zを退団してユニットの結成と自主興行の開催を発表[1]。ユニット名はActwresのブランド「Color's」の名称をSAKIが受け継ぐ形でActwresから了承を得て名付けた。

### 2022年
- 1月1日、COLOR'Sが始動[2]。
- 2月12日、新木場1stRINGで「YES, MY WAY」を開催。
- 4月22日、新木場1stRINGで「YES, MY WAY vol.2」を開催。
- 4月29日、スターダム大田区総合体育館大会の第8試合終了後に4人で姿を見せて、COSMIC ANGELSとの対戦を志願してCOLOR'Sが勝ったらコズエンがCOLOR'Sの候補生、COLOR'Sが負けたらCOLOR'Sがコズエンの練習生になる条件で対戦を約束する[3]。
- 5月15日、BASEMENT MONSTARで「COLOR'S☆FESTIVAL!!」を開催。
- 6月5日、コズエンとの対戦が実現してCOLOR'Sが敗北してコズエンの練習生になるはずだったが、COLOR'Sを吸収すること無く連合軍として共闘を宣言してCOLOR'Sは存続することになった[4]。
- 7月15日、新木場1stRINGで「YES, MY WAY vol.3」を開催。
- 10月7日、新木場1stRINGで「YES, MY WAY vol.4」を開催。
- 10月から11月、SAKIがコズエンの白川未奈とタッグを組んでスターダムの「GODDESSES OF STARDOM」に出場[5]。

### 2023年
- 1月から2月、SAKIがコズエンのなつぽいと中野たむ、網倉理奈と櫻井裕子がコズエンの月山和香とタッグを組んでスターダムの「TRIANGLE DERBY」に出場。
- 2月25日、高島平区民館で「YES, MY WAY vol.5」を開催。
- 5月6日、新木場1stRINGで「YES, MY WAY vol.6」を開催。
- 8月5日、新木場1stRINGで「YES, MY WAY vol.7」を開催。
- 10月9日、高島平区民館で「YES, MY WAY vol.8」を開催。
- 11月11日、ラジアントホールで「YES, MY WAY vol.9」を開催。

### 2024年
- 1月15日、新木場1stRINGで「YES, MY WAY vol.10」を開催。
- 2月11日、高島平区民館で「COLOR'S FESTIVAL」と「YES, MY WAY vol.11」を開催。
- 6月5日、新木場1stRINGで「COLOR'S×SPARK JOSHI PURORESU」を開催。
- 10月14日、高島平区民館で「YES, MY WAY vol.12」を開催。

### 2025年
- 2月9日、新木場1stRINGで「YES, MY WAY vol.13」を開催。
- 3月16日、新木場1stRINGで「YES, MY WAY vol.14」を開催。清水ひかりが引退。

## タイトルホルダー
| タイトル    | 保持者 | 歴代  |
| ----------- | ------ | ----- |
| COLOR'S王座 | SAKI   | 第9代 |

## 所属選手
- SAKI
- 櫻井裕子
- 網倉理奈

## 歴代所属選手
- 清水ひかり